# Halichoeres orientalis
Espèce
Statut de conservation UICN

 LC  : Préoccupation mineure
Halichoeres orientalis est une espèce de poissons osseux de petite taille de la famille des Labridae.

## Aire de répartition
Cette espèce est endémique au Japon et à Taïwan.

## Description
Ce poisson peut atteindre une longueur totale de 76 mm.

## Étymologie
Son nom spécifique, du latin orientalis, « orientale », lui a été donné en référence à sa répartition.

## Publication originale
- (en) John E. Randall, « Halichoeres orientalis, a new labrid fish from southern Japan and Taiwan », Zoological Studies, vol. 38, no 3,‎ 1999, p. 295-300 (ISSN 1021-5506 et 1810-522X, lire en ligne).